# Incadelphys
Incadelphys antiquus es una especie extinta de marsupial didelfimorfo de la familia Didelphidae, subfamilia Didelphinae. 
Los restos fósiles conocidos proceden de Cochabamba, en Bolivia, y están datados en el Paleoceno Superior.